# Publimedia
Publimedia este un trust de presă din România care este divizia de publishing a companiei media Media Pro.
Printre concurenții Publimedia se numără Ringier, Intact și Adevărul Holding.
Compania deține următoarele publicații:
- Presa de business: Ziarul Financiar, Business Magazin
- Ziar național de calitate: Gândul
- Ziare locale: Clujeanul, Hunedoreanul, Bihoreanul, Sibianul, Bănățeanul, Ieșeanul[3]
- Cotidian sportiv: ProSport
- Reviste pentru femei: Ce se întâmplă doctore?, The ONE
- Reviste special interest: ProMotor, Descoperă, go4it!
- Ghiduri de TV și timp liber: Pro TV Magazin, Time Out

Număr de angajați în 2010: 450
Cifra de afaceri:
- 2009: 15 milioane de euro[4]
- 2006: 17,7 milioane euro[5]

## Istoric
Publimedia a mai deținut încă două ziare locale, „Arădeanul” și „Brașoveanul”, pe care însă le-a închis.
În iunie 2007, Publimedia a achiziționat pachetul majoritar de 51% din compania Ancor Publishing, care editează Time Out București.
Lansată în martie 2006, revista Time Out București cuprinde informație despre artă, evenimente, entertainment și stilul urban din capitala României.
Începând din 2008, ziarele locale ale Publimedia și-au încetat, pe rând, apariția în formă tipărită, păstrându-și ediția online.
Sibianul a fost închis în vara anului 2008, Bănățeanul a fost închis la începutul anului 2009, iar Clujeanul, Ieșeanul, Bihoreanul și Hunedoreanul au fost închise în iunie 2009..